# Igor Vladimirovitch Belkovitch
Igor Vladimirovitch Belkovitch (en russe Игорь Владимирович Белькович) (né le 2 octobre 1904 et décédé le 30 mai 1949) est un astronome soviétique.
Un cratère lunaire porte aujourd'hui son nom.